# Aitmembétovo
Aitmembétovo (en rus: Айтмембетово) és un poble de Baixkíria, a Rússia, que en el cens del 2010 tenia 310 habitants. Pertany al districte d'Arkhànguelskoie.